# Бабинська сільська територіальна громада (Рівненська область)
Бабинська сільська територіальна громада — територіальна громада в Україні, в Рівненському районі Рівненської області. Адміністративний центр — село Бабин.
Площа громади — 54,73 км², населення — 3287 мешканців (2018).
Утворена 12 серпня 2015 року шляхом об'єднання Бабинської та Рясниківської сільських рад Гощанського району.

## Населені пункти
До складу громади входять 11 сіл: Бабин, Горбаків, Дмитрівка, Дорогобуж, Іллін, Мнишин, Підліски, Подоляни, Рясники, Томахів, Шкарів.